# Южный фронт (1-го формирования)
Всего Южный фронт формировался 2 раза. См. список других формирований
Южный фронт (1-го формирования) — оперативно-стратегическое объединение в вооружённых силах СССР во время Великой Отечественной войны.

## История
Южный фронт образован 25 июня 1941 года на базе Одесского военного округа.

### Состав фронта
Фронт имел 15 стрелковых, 3 кавалерийские, 6 танковых, 3 моторизованные дивизии. Кроме того, в Южный фронт входило четыре укреплённых района (УР) (10, 12. 80 и 82-й). В его оперативном подчинении находились Дунайская военная флотилия, Одесская военно-морская база и пограничные отряды НКВД.

### Командующие
Хотя командующим Одесским ВО с июля 1940 г. был генерал Я. Т. Черевиченко, командующим фронтом вначале был назначен не он, а генерал армии И. В. Тюленев.
- Генерала И. В. Тюленева, раненого в результате личного участия в атаке[3], 20 августа 1941 сменил генерал-лейтенант Д. И. Рябышев[4].
- С 5 октября 1941 фронт возглавлял генерал-лейтенант Я. Т. Черевиченко[5].
- С декабря 1941 по июль 1942 генерал Р. Я. Малиновский.

### Действия фронта
В первые недели войны войска фронта действовали против румынских войск в полосе шириной 700 км от г. Липканы на Румынской границе до Одессы, контактируя на севере с войсками Юго-Западного фронта.
На Южном фронте немцы и румыны сосредоточили двадцать четыре дивизии и пятнадцать бригад. Где они нанесут главный удар?
В директиве Военному совету Юго-Западного направления от 12 августа 1941 года Сталин указывал Будённому:

Комфронта Тюленев оказался несостоятельным. Он не умеет наступать, но не умеет также отводить войска. Он потерял две армии таким способом, каким не теряют даже и полки. Предлагаю Вам выехать немедля к Тюленеву, разобраться лично в обстановке и доложить незамедлительно о плане обороны. Николаев сдавать нельзя. Нужно принять все меры к эвакуации Николаева и, в случае необходимости, организовать взрыв верфей и заводов.
Ни авиацией, ни стрелковыми дивизиями Ставка в настоящий момент помочь не может. Если обяжет обстановка, можете взять сами на себя дело отвода частей и организации обороны.
Обязательно координируйте действия фронта с действиями Черноморского флота и держите связь с Октябрьским. Мне кажется, что Тюленев деморализован и не способен руководить фронтом.

После поражения основных сил Юго-Западного фронта под Уманью и затем под Киевом в июле-сентябре 1941, командование Южного фронта организовало оборону в районе Запорожья. Войска фронта также задержали продвижение частей вермахта под командованием Манштейна у Мелитополя. Однако 5 октября 1-я танковая армия вермахта вышла к Азовскому морю у Бердянска, охватив обороняющиеся части фронта с севера и отрезав им отход на восток. В результате 18-я армия Южного фронта попала в окружение в районе пос. Черниговка и понесла тяжёлые потери. Более 100 000 солдат и командиров (начальников) попало в плен. Командующий армией генерал-лейтенант А. К. Смирнов погиб. Было потеряно 212 танков и 672 артиллерийских орудия
1 октября 1941 г. на основании директивы Ставки ВГК от 30 сентября 1941 г., на юго-западном направлении (на Южном фронте) образована 10-я армия (второго формирования), с непосредственным подчинением Ставке ВГК. Командующим армией был назначен генерал-лейтенант Ефремов М. Г. (сентябрь-октябрь 1941 г.), начальником штаба — генерал-майор Иванов И. И. (сентябрь-октябрь 1941 г.), членом Военного совета — корпусной комиссар Николаев Т. Л. (октябрь 1941 г.). Из-за напряжённой обстановки формирование не было закончено и войска были переданы в другие воинские соединения. 17 октября 1941 г. армия была расформирована.
Уцелевшие части фронта с боями отступили на восток вдоль побережья Азовского моря на Таганрог (пал 17 октября) и далее к Ростову-на-Дону (сдан 20 ноября). Однако уже 28 ноября 1941 в результате успешного контрнаступления войска фронта вновь освободили Ростов, нанеся вермахту первое поражение на Восточном фронте.
В июле 1942 г., после крупного поражения советских войск под Харьковом, Ростов-на-Дону был сдан практически без боя, вследствие чего Южный фронт был расформирован, а его части переданы в состав Северо-Кавказского фронта.
Члены Военного совета:
- Александр Иванович Запорожец[3][4], армейский комиссар 1 ранга
- Леонид Романович Корниец[3], бригадный комиссар
- Семён Борисович Задионченко[3]
- П. Г. Бородин[3]

Начальники штаба:
- Гавриил Данилович Шишенин, генерал-майор (25.6.1941 — 30.6.1941)
- Феодосий Константинович Корженевич, полковник (30.6.1941 — 17.7.1941)
- Фёдор Николаевич Романов, генерал-майор (17.7.1941 — 30.8.1941)
- Алексей Иннокентьевич Антонов[3], генерал-майор (30.8.1941 — 28.7.1942)

Командование ВВС:
- Генерал-майор авиации Мичугин Фёдор Георгиевич — с 25 июня 1941 года по 27 июня 1941 года.
- Генерал-майор авиации Шелухин Пётр Семёнович — с 27 июня 1941 года по 24 сентября 1941 года.
- Полковник (с 22 октября 1941 года генерал-майор авиации) Вершинин Константин Андреевич — с 26 сентября 1941 года по 22 мая 1942 года. Приказом НКО № 0085 от 7 мая 1942 года назначен командующим 4-й воздушной армией Южного фронта.